# Statut du Conseil
Ne doit pas être confondu avec Statut du Conseil de l'Europe.
Pour les articles homonymes, voir Statut d'autonomie valencien.
Le statut du Conseil (en catalan : Estatut del Consell ; en castillan Estatuto del Consejo) est un avant-projet de statut d'autonomie pour le Pays valencien publié en 1976 à l'initiative du Conseil démocratique du Pays valencien (es).

## Présentation
Le texte est publié en février 1976, avant l'approbation de la Constitution espagnole et alors que la nature du régime à venir est encore très incertaine, à l'initiative du Conseil démocratique du Pays valencien (es), organisation importante de l'opposition antifranquiste républicaine de la région, rivale de la Junta Democràtica del País Valencià (ca), déclinaison régionale de la Junta Democrática de España impulsée par le Parti communiste espagnol.
Le statut se présente dans son préambule comme « fruit d'un long travail, où furent pris en considération l'expérience statutaire du Pays valencien durant les années 1930-1939, divers textes contemporains et, d'une façon plus particulière, le Statut d'Elx ». Le statut du conseil est en effet considéré comme une reformulation de ce dernier, avec « un caractère plus réaliste » selon les termes du juriste Lluís Aguiló.
Présenté sur 9 pages, il se compose de 41 articles répartis en 5 titres, une disposition finale et une disposition transitoire similaires à celles du statut d'Elx.
Dans son article 8 (Titre I), il définit le Pays valencien comme « un territoire autonome » et « indivisible » « au sein de l'État espagnol », susceptible de « former une mancommunauté avec la Principauté de Catalogne et des îles Baléares », avec l'accord du Parlement régional et après consultation du peuple par référendum. Il prévoit également la possibilité d'établir un droit civil unifié avec la Catalogne.
La question linguistique est traitée dans les articles 6,7 et 8 du titre I. Le statut définit explicitement le « valencien » comme « variante » de la « langue catalane », prévoit que celle-ci est officielle avec le « castillan », les citoyens valenciens pouvant en faire usage indistinctement, tout en mentionnant l'existence de deux « zones linguistiques » et en précisant que les institutions de chaque zone utiliseront de préférence la langue de celle-ci. À la différence du statut d'Elx, il précise aussi que le catalan sera utilisé dans les relations avec la Catalogne et les Baléares et le castillan avec l'État central.
Il prévoit aussi la mise en place de formations à destination des fonctionnaires pour favoriser l'acquisition de compétences requises en catalan.